# سعيدي نتيبازونكيزا
سعيدي نتيبازونكيزا (1 مايو 1987 بوروندي - ) هو لاعب كرة قدم بوروندي، يلعب كمهاجم.

## وصلات خارجية
سعيدي نتيبازونكيزا على موقع الاتحاد الأوربي (الإنجليزية)
- سعيدي نتيبازونكيزا على موقع اتحاد تركيا (لاعب) (الإنجليزية)
- سعيدي نتيبازونكيزا على موقع قاعدة بيانات كرة القدم.إي يو (الإنجليزية)
- سعيدي نتيبازونكيزا على موقع ناشيونال فوتبول تيمز (الإنجليزية)
- سعيدي نتيبازونكيزا على موقع Soccerbase.com (لاعب) (الإنجليزية)
- سعيدي نتيبازونكيزا على موقع Soccerway.com (الإنجليزية)
- سعيدي نتيبازونكيزا على موقع عالم كرة القدم.نت (الإنجليزية)
- سعيدي نتيبازونكيزا على موقع AS.com (الإسبانية)

.